# Maupertus-sur-Mer
Maupertus-sur-Mer là một xã thuộc tỉnh Manche trong vùng Normandie tây bắc nước Pháp. Xã này nằm ở khu vực có độ cao trung bình 119 mét trên mực nước biển.
Thị trấn có sân bay Cherbourg - Maupertus